# Гвоздёвский, Фёдор Алексеевич

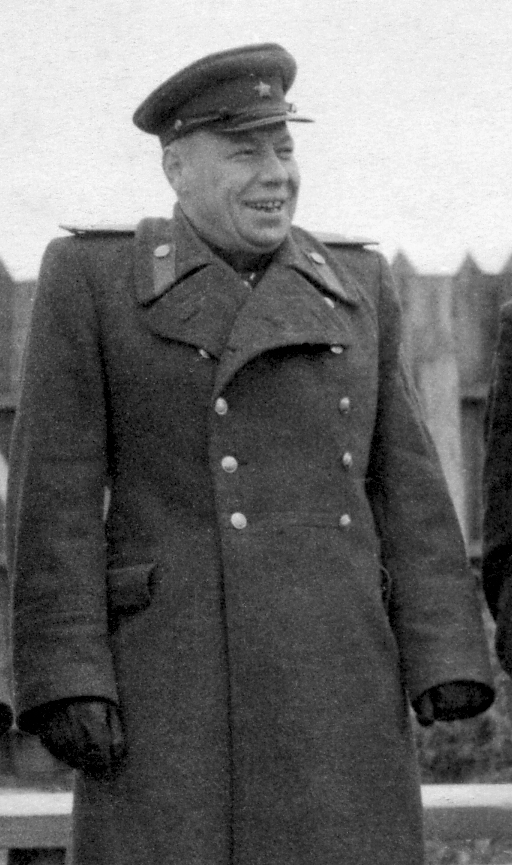
Гвоздёвский Ф. А., начальник Строительства № 500. Фрагмент фото вероятно 1944

Фёдор Алексеевич Гвоздёвский (1901, Калач, Воронежская губерния — 1962, Москва) — советский инженер путей сообщения, генерал-майор.
Возглавлял БАМ-проект (1930-е гг.), строительство оборонительных сооружений южного звена Волжской рокады (Иловля — Саратов — Сенная; 1941 г.); руководил прокладкой участков БАМа (Комсомольск-на-Амуре — Советская Гавань; Тайшет — Лена), строительством железнодорожной линий Наушки — Улан-Батор (Монголия).

## Биография
Родился в семье рабочего-кузнеца, с шестнадцати лет сам начал работать кузнецом в железнодорожных мастерских.
В 1918 г. вступил в РКП(б) и добровольцем в РККА. Воевал на Восточном фронте с белочехами и белоказаками, командующим 5-й армией М. Тухачевским был награждён именным оружием. Командовал ротой, эскадроном. За мужество и храбрость, проявленные в боях при взятии Уфы, награждён орденом Красного Знамени, который вручил лично М. В. Фрунзе. В составе Первой конной армии воевал против Деникина; летом 1920 года, будучи командиром кавалерийского полка, — против поляков, войск барона Врангеля; затем — против басмачей в Средней Азии. Получил звание комбрига; после ранения был уволен в запас.
Работал кузнецом и учился на рабфаке в Москве. В 1932 году с отличием окончил Московский институт инженеров железнодорожного транспорта. Работал на строительстве дороги Москва — Донбасс.
В июне 1938 года назначен руководителем созданного БАМтранспроекта (в НКПС СССР, с 8 февраля 1939 года — в НКВД СССР). С 4 января 1940 года одновременно — заместитель начальника Главного управления лагерей железнодорожного строительства (начальник — Н. А. Френкель).
Летом 1941 года, после начала войны, возглавил военно-полевое строительство № 13, организованное на базе БАМпроекта; руководил строительством оборонительных рубежей в Калининской области (на рубеже Валдай — Кабожа) для войск Северо-Западного фронта.

Могила Гвоздёвского на Введенском кладбище Москвы.

В 1942 г. назначен начальником строительного управления Волгожелдорстрой, руководил строительством железной дороги вдоль Волги (Сталинград — Саратов — Сызрань — Ульяновск — Свияжск). Часть полотна дороги была сделана из шпал и рельсов, снятых с уже построенных участков БАМа. Открытие движения на участке Сталинград — Саратов планировалось 1 декабря 1942 г., фактически первый поезд прошёл 11 сентября 1942 г. Эта железная дорога внесла немалый вклад в разгром немецко-фашистских войск под Сталинградом. Заслуги Ф. А. Гвоздёвского были оценены орденом Ленина, орденом Красной Звезды и медалью «За оборону Сталинграда».
В мае 1943 г. был отозван с фронта для подготовки к форсированному строительству железной дороги Комсомольск-на-Амуре — Советская Гавань, назначен начальником Управления строительства № 500. 15 июля 1945 г. на месяц раньше установленного срока произошла смычка рельсового пути западного и восточного участков железной дороги Комсомольск — Ванино. Гвоздевский забил последний «золотой» костыль на рельсовом пути.
17 ноября 1944 года присвоено звание генерал-майор инженерно-технической службы.
В 1946 году возглавил Западное строительное управление БАМа, руководил строительством дороги Тайшет — Братск — Лена. Первый рабочий поезд из Тайшета прибыл в Братск 7 ноября 1947 года, в июле 1951 году было открыто движение от Тайшета до Лены.
С 1953 года возглавлял Главное управление промышленного строительства МВД СССР (с 1954 года — в Министерстве среднего машиностроения СССР). В 1957 году вышел на пенсию по состоянию здоровья.
Похоронен на Введенском кладбище (участок № 10).

## Награды

Указ о награждении за строительство новой железной дороги без указания, где она находится и как называется

- три ордена Ленина (в том числе 19 мая 1948)
- орден Красного Знамени
- три ордена Трудового Красного Знамени
- два ордена Красной Звезды
- два ордена «Знак Почёта»
- медаль «За оборону Сталинграда», девятнадцать боевых и трудовых медалей
- Почётный железнодорожник
- Отличный путеец
- Орден Сухэ-Батора (Монгольская Народная Республика).

## Память
Имя Ф. А. Гвоздёвского было присвоено разъезду на 3117-м километре Байкало-Амурской железной дороги (разъезд закрыт в 1999 г., открыт в 2018 г. после реконструкции).